# Farmington (hrabstwo La Crosse)
Farmington – miasto w Stanach Zjednoczonych, w stanie Wisconsin, w hrabstwie La Crosse.